# کوه پینگ فنگ
کوه پینگ فنگ (به لاتین: Mount Pingfeng) یک منطقهٔ مسکونی در تایوان است که در Xiulin, Hualien واقع شده‌است. کوه پینگ فنگ ۳٬۲۵۰ متر بالاتر از سطح دریا واقع شده‌است.